# 중앙119구조본부
중앙119구조본부(中央119救助本部, National 119 Rescue Headquarters)는 대한민국 소방청의 소속기관이다. 2013년 9월 17일 발족하였으며, 대구광역시 달성군 구지면 구지서로 1에 위치하고 있다. 본부장은 소방감으로 보한다.

## 직무

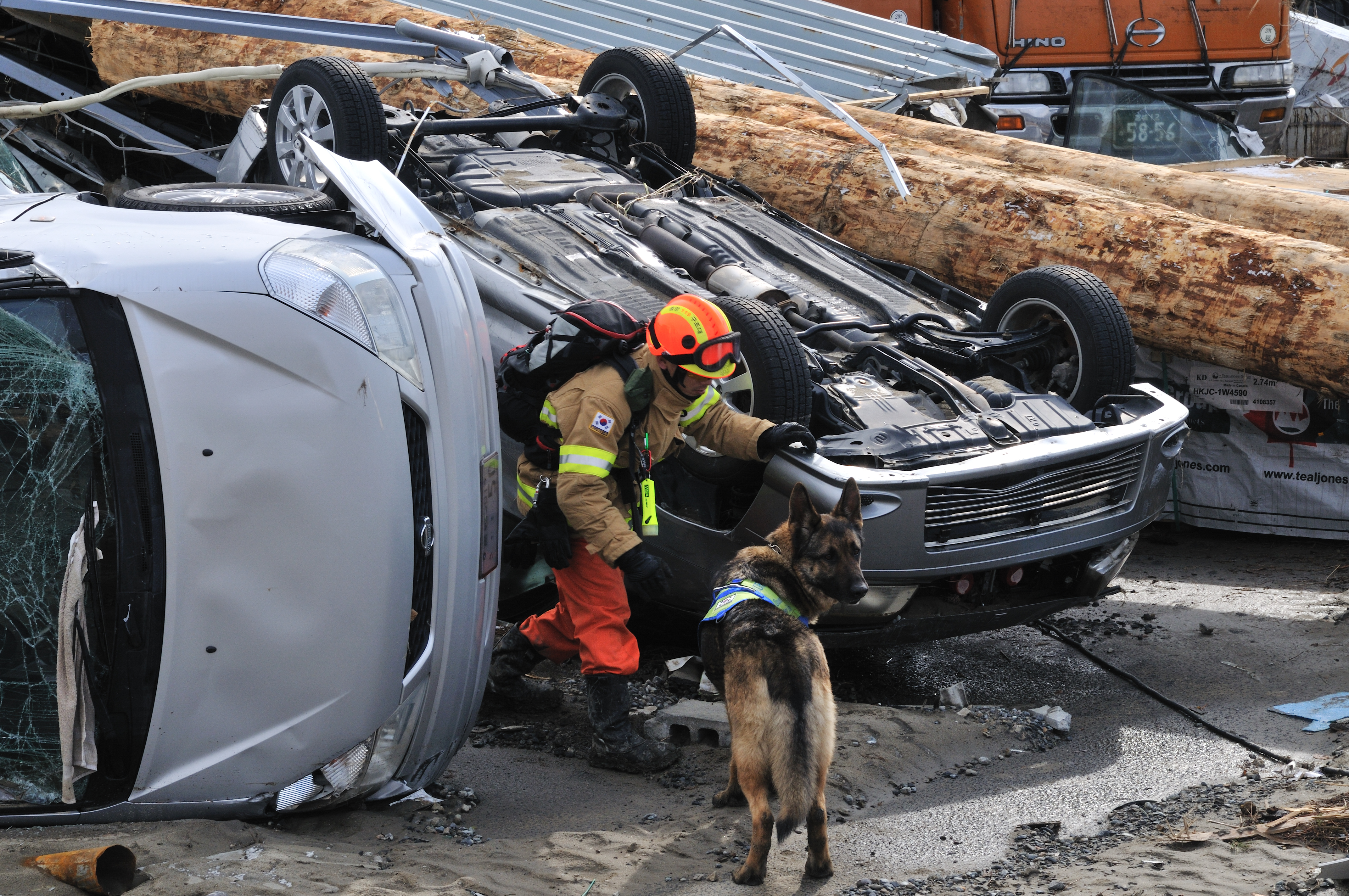
인명구조견 '백두'

- 각종 대형·특수재난사고의 구조·현장지휘 및 지원
- 재난유형별 구조기술의 연구·보급 및 구조대원의 교육훈련
- 특별시장·광역시장·특별자치시장·도지사 및 특별자치도지사의 요청 시 중앙119구조본부장이 필요하다고 판단하는 재난사고의 구조 및 지원
- 위성중계차량 운영에 관한 사항
- 그 밖에 중앙긴급구조통제단장이 필요하다고 판단하는 재난 사고의 구조 및 지원

## 역사

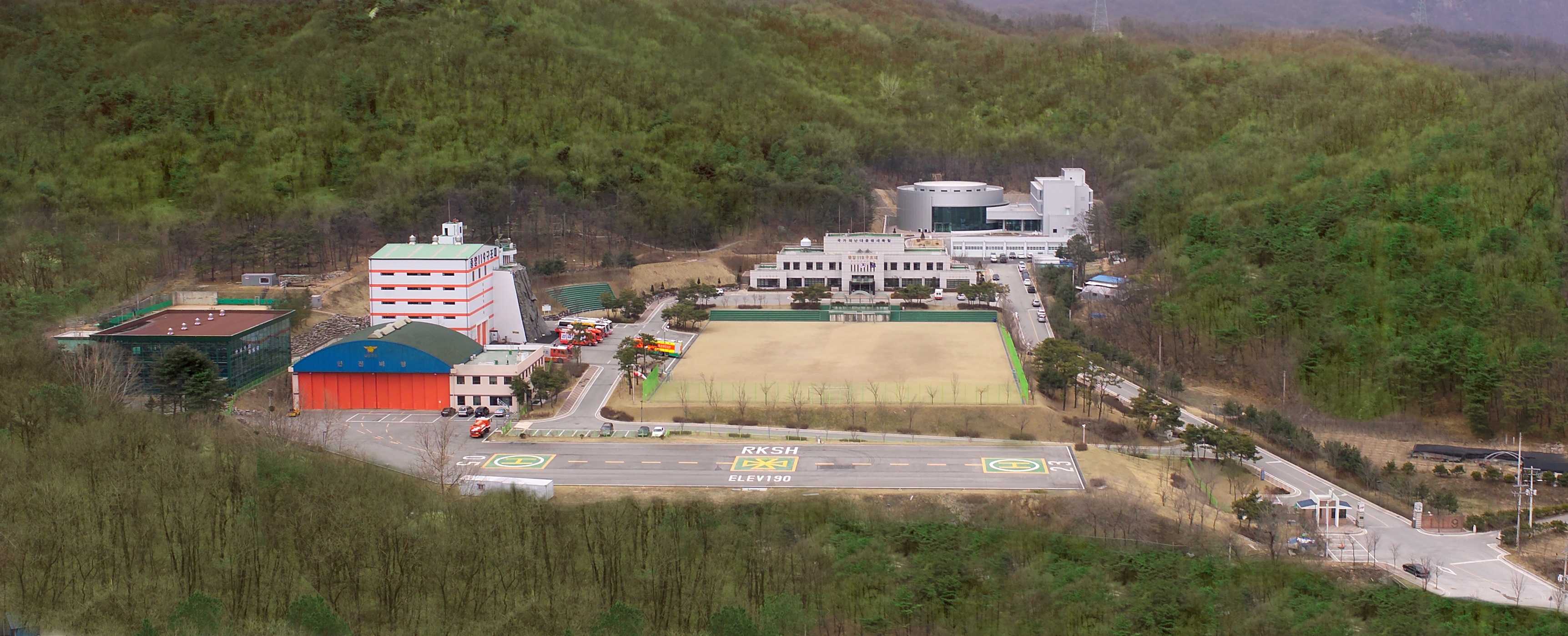
2005년 중앙119구조단 전경

1995년 4월 28일 대구시 달서구 지하철공사장 폭발사고, 1995년 6월 29일 서울 삼풍백화점 붕괴사고등 각종 인위적재난의 발생으로 재난을 자연재해와 인위재난으로 나누어 자연재해를 제외한 인위적 재난을 관리할 수 있는 전담부서를 두어야 한다는 민방위본부 일반직공무원들의 여론에 따라 1995년 10월 19일 대통령령 제14791호로 「민방위본부」를 「민방위재난통제본부」로 개칭하고 재난관리국을 신설하였고, 대형 및 특수재난사고 발생시 현장에서의 긴급구조구난 활동능력을 보강하기 위하여 소방국에 구조구급과와 장비통신과를, 중앙소방학교에는 중앙119구조대를 신설하였다.

### 연혁
- 1995년 10월 19일: 중앙소방학교 소속으로 중앙119구조대 설치.[2][3]
- 1995년 12월 27일: 중앙119구조대 발대.
- 1997년 5월 27일: 내무부 소속으로 변경.[4]
- 1997년 8월 22일: 119국제구조대 발대.
- 1998년 2월 28일: 행정자치부 소속으로 변경.[5]
- 2000년 11월 1일: UN INSARAG 의장국 피선 및 UN OCHA 서울회의 개최.
- 2001년 3월 2일: 인천국제공항고속도로구조구급대 발대.
- 2004년 6월 1일: 소방방재청 소속으로 변경.[6]
- 2011년 1월 28일: 중앙119구조단으로 승격.[7]
- 2013년 9월 17일: 중앙119구조본부로 승격.[8][9]
- 2013년 12월 9일: 중앙119구조본부 특수사고대응단 창단 및 구미 화학사고 합동방재센터 개소.
- 2014년 1월 24일: 시흥, 익산, 서산 화학재난 합동방재센터 개소.
- 2014년 1월 27일: 울산 화학재난 합동방재센터 개소.
- 2014년 1월 28일: 여수 화학재난 합동방재센터 개소.
- 2014년 11월 19일: 국민안전처 소속으로 변경.[10]
- 2014년 11월 19일 : 수도권 및 영남119특수구조대 신설
- 2014년 12월 17일 : 대구광역시 청사로 이전
- 2015년 11월 30일 : 호남 및 충청‧강원119특수구조대 신설(발대 12.11.)
- 2017년 7월 26일: 소방청 소속으로 변경.[11]
- 2018년 3월 30일 : 충주119화학구조센터 신설(개소 11.30.)

## 업무

### 국제출동
| 연 도 | 파 견 국          | 재해내용(피 해)                  | 인 원 | 기 간                                | 실 적                          |
| ----- | ----------------- | -------------------------------- | ----- | ------------------------------------ | ------------------------------ |
| ‘97년 | 캄보디아          | 여객기추락(全탑승자사망)         | 7명   | 9.4~9.8(5일)                         | 희생자 수습(21명)              |
| ‘99년 | 터키 이즈밋       | 지진(14,695명사망)               | 17명  | 8.20~8.30(11일)                      | 희생자 수습(154명)             |
| ‘99년 | 대만 난토후       | 지진(2,321명사망)                | 16명  | 9.22~9.27(6일)                       | 1명구조, 희생자 수습(21명)     |
| ‘03년 | 알제리 부메르데스 | 지진(2,268명사망)                | 21명  | 5.23~5.31(8일)                       | 희생자 수습(22명)              |
| ‘03년 | 이란 케르만밤     | 지진(26,171명사망)               | 24명  | 12.27~1.3(8일)                       | 희생자 수습(57명)              |
| ‘04년 | 태국 푸켓         | 쓰나미(160,000명사망)            | 15명  | 12.29~1.7(10일)                      | 희생자 수습(14명)              |
| ‘05년 | 파키스탄 북동부   | 지진(50,000명사망)               | 2명   | 10.14~10.21(8일)                     | 의료팀지원                     |
| ‘06년 | 인도네시아 반툴   | 지진(5,500명사망)                | 1명   | 5.28~6.4(8일)                        | 의료팀지원                     |
| ‘08년 | 중국 스촨성       | 지진(80,000명사망)               | 41명  | 5.16~5.23(8일)                       | 희생자 수습(27명)              |
| ‘08년 | 미얀마 양곤주     | 태풍(77,738명사망)               | 5명   | 6.5~6.15(11일)                       | 방역활동                       |
| ‘09년 | 인도네시아        | 지진(608명사망)                  | 41명  | 10.1~10.7(7일)                       | 희생자 수습(3명)               |
| ‘10년 | 아이티            | 지진(75,000명사망)               | 25명  | 1.15~1.25(11일)                      | 희생자 수습(33명)              |
| ‘11년 | 일본 센다이       | 9.0강진 지진(20,990여명)         | 107명 | 3.12~3.23(12일)                      | 희생자 수습(18명)              |
| ‘13년 | 필리핀 타클로반   | 태풍(6,138명사망)                | 29명  | 11.15~12.1(17일)                     | 희생자 수습(145명)             |
| ‘15년 | 네팔 카트만두     | 규모7.9 지진(7,675명사망)        | 27명  | 4.27~5.8(12일)                       | 희생자 수습(8명)               |
| ‘18년 | 라오스 세남노이   | 댐 붕괴(70명사망,200명실종)      | 1명   | 7.29~8.24(27일) 선발대 7.26~8.2(8일) | 해외긴급구호선발대(의료팀지원) |
| ‘19년 | 헝가리 부다페스트 | 유람선 침몰(25명 사망, 1명 실종) | 24명  | 5.30~7.30(62일)                      | 희생자수습‧지원(18명)          |

## 역대 기관장

### 중앙119구조대장
| 대수   | 이름   | 임기                               | 비고 |
| ------ | ------ | ---------------------------------- | ---- |
| 초대   | 정정기 | 1995년 12월 4일 ~ 1997년 7월 28일  |      |
| 제2대  | 정거성 | 1997년 7월 29일 ~ 1998년 5월 14일  |      |
| 제3대  | 최현규 | 1998년 5월 15일 ~ 1999년 5월 17일  |      |
| 제4대  | 최진종 | 1999년 5월 18일 ~ 2000년 8월 8일   |      |
| 제5대  | 변상호 | 2000년 8월 9일 ~ 2002년 1월 21일   |      |
| 제6대  | 이철호 | 2002년 1월 22일 ~ 2002년 6월 26일  |      |
| 제7대  | 최철영 | 2002년 10월 11일 ~ 2004년 5월 31일 |      |
| 제8대  | 류해운 | 2004년 6월 1일 ~ 2005년 1월 23일   |      |
| 제9대  | 배철수 | 2005년 1월 24일 ~ 2007년 2월 15일  |      |
| 제10대 | 김영석 | 2007년 3월 5일 ~ 2009년 2월 5일    |      |
| 제11대 | 강철수 | 2009년 2월 6일 ~ 2010년 2월 8일    |      |
| 제12대 | 박청웅 | 2010년 2월 9일 ~ 2011년 3월 10일   |      |

### 중앙119구조단장
| 대수  | 이름   | 임기                               | 비고 |
| ----- | ------ | ---------------------------------- | ---- |
| 초대  | 이동성 | 2011년 3월 11일 ~ 2011년 8월 9일   |      |
| 제2대 | 김준규 | 2011년 9월 26일 ~ 2012년 8월 23일  |      |
| 제3대 | 강철수 | 2012년 8월 24일 ~ 2012년 11월 15일 |      |
| 제4대 | 이형철 | 2012년 11월 16일 ~ 2013년 6월 4일  |      |

### 중앙119구조본부장
| 대수   | 이름   | 임기                              | 비고     |
| ------ | ------ | --------------------------------- | -------- |
| 초대   | 김일수 | 2013년 6월 5일 ~ 2015년 2월 1일   | 소방준감 |
| 제2대  | 우재봉 | 2015년 2월 2일 ~ 2015년 7월 5일   | 소방감   |
| 제3대  | 이형철 | 2015년 7월 6일 ~ 2015년 12월 31일 |          |
| 제4대  | 조종묵 | 2016년 1월 1일 ~ 2016년 6월 8일   |          |
| 제5대  | 김성연 | 2016년 6월 9일 ~ 2018년 10월 4일  |          |
| 제6대  | 김홍필 | 2018년 10월 5일 ~ 2019년 9월 22일 |          |
| 제7대  | 손정호 | 2019년 9월 23일 ~ 2020년 1월 5일  |          |
| 제8대  | 이상규 | 2020년 1월 6일 ~ 2020년 12월 31일 |          |
| 제9대  | 최병일 | 2021년 1월 1일~ 2021년 7월 1일    |          |
| 제10대 | 조인재 | 2021년 7월 2일 ~ 2023년 2월 21일  |          |
| 제11대 | 김종근 | 2023년 2월 22일 ~ 2024년 6월 30일 |          |
| 제12대 | 성호선 | 2024년 7월 1일 ~ 2025년 3월 16일  |          |
| 제13대 | 김수환 | 2025년 3월 17일 ~                 |          |

## 조직

### 본부장
- 119구조상황실[14]
- 기획협력과[14]
- 특수구조훈련과[14]
- 특수장비항공팀[15]
- 인명구조견센터[15]

### 소속기관
- 119특수구조대
  - 수도권119특수구조대
  - 영남119특수구조대
  - 호남119특수구조대
  - 충청·강원119특수구조대

## 항공장비

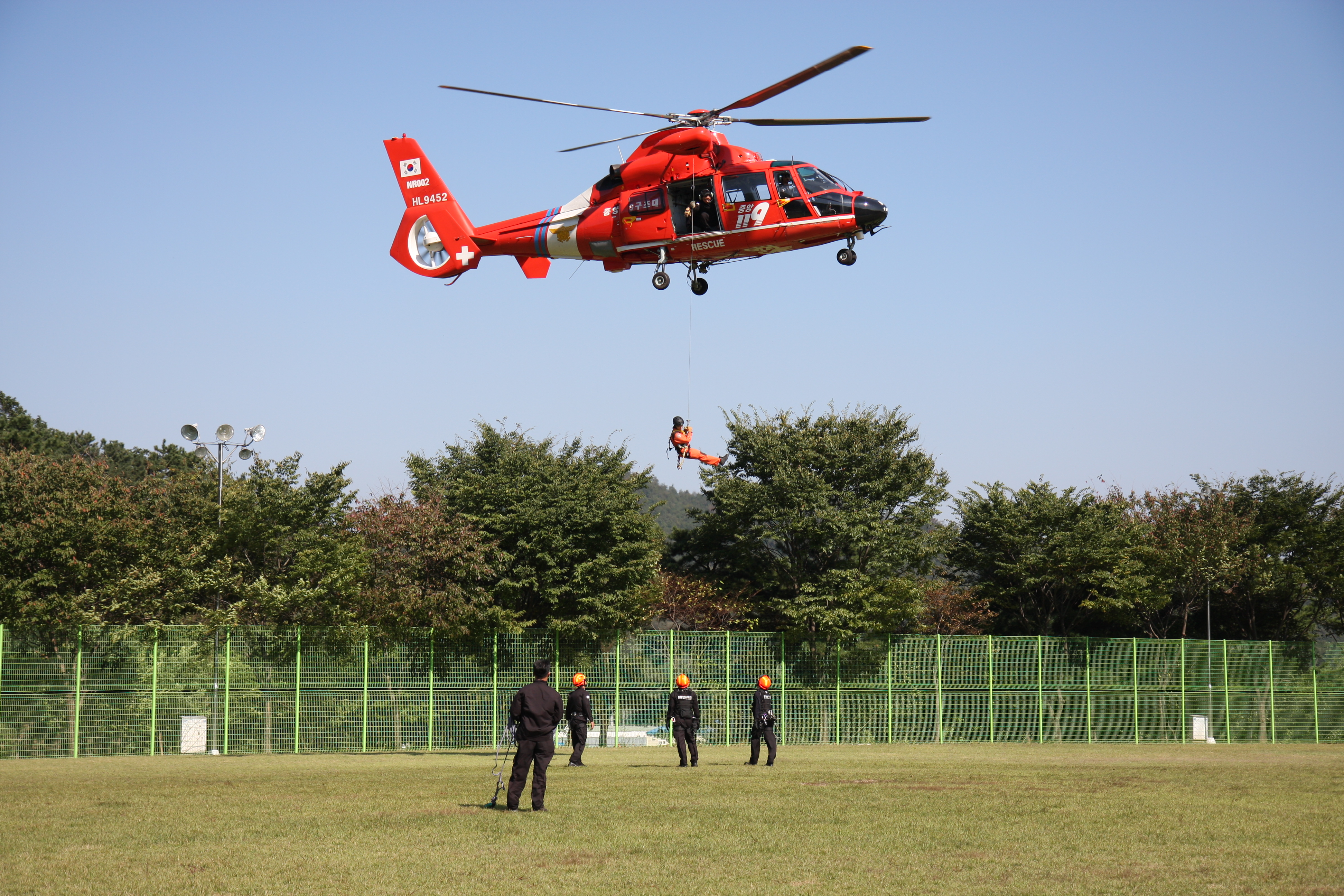
중앙119구조본부 소속 AS365

자체 식별번호는 NR(National Rescue)을 사용한다.

### 운용중
- AS365 2기: 1997년(HL9451, NR101)[17] 1999년(HL9452, NR201)[17] 배치
- EC225 2기: 2008년(HL9472, NR102)[17] 2016년(HL9619, NR202)

## 같이 보기
- 대한민국의 소방
- 대한민국 소방공무원
- 대한민국 소방청